# Nimbya celosiae
Nimbya celosiae är en svampart som beskrevs av E.G. Simmons & Holcomb 1995. Nimbya celosiae ingår i släktet Nimbya och familjen Pleosporaceae.   Inga underarter finns listade i Catalogue of Life.